# WWE Bad Blood
WWE Bad Blood (oryginalnie Badd Blood) – cykl gal profesjonalnego wrestlingu produkowanych w 1997, 2003 i 2004 przez World Wrestling Federation/Entertainment i nadawanych na żywo w systemie pay-per-view. Pierwsza gala z cyklu Bad Blood odbyła się 5 października 1997 pod nazwą „Badd Blood: In Your House” i należała do cyklu In Your House. W 2003 i 2004 cykl powrócił i był własnością brandu Raw. Na wszystkich trzech galach walkami wieczoru był Hell in a Cell match. W 2005 cykl został zastąpiony przez One Night Stand. Po 20 latach powrót Bad Blood zaplanowano na 2024 rok i będzie to pierwsze wydarzenie transmitowane na platformach streamingowych WWE.

## Lista gal
|  | Gala brandu Raw |

| Gala                                          | Lokalizacja           | Arena            | Walka wieczoru |
| --------------------------------------------- | --------------------- | ---------------- | --- |
| Badd Blood: In Your House 5 października 1997 | Saint Louis, Missouri | Kiel Center      | Shawn Michaels vs. The Undertaker Pierwszy w historii Hell in a Cell match wyłaniający pretendenta do WWF Championship |
| Bad Blood (2003) 15 czerwca 2003              | Houston, Teksas       | Compaq Center    | Triple H (c) vs. Kevin Nash Hell in a Cell match o World Heavyweight Championship                                      |
| Bad Blood (2004) 13 czerwca 2004              | Columbus, Ohio        | Nationwide Arena | Triple H vs. Shawn Michaels Hell in a Cell match                                                                       |
| Bad Blood (2024) 5 października 2024          | Atlanta, Georgia      | State Farm Arena | Cody Rhodes i Roman Reigns vs. The Bloodline (Solo Sikoa i Jacob Fatu) Tag team match                                  |

## Wyniki gal

### 1997
Badd Blood: In Your House – gala wrestlingu wyprodukowana przez World Wrestling Federation (WWF). Odbyła się 5 października 1997 w Kiel Center w Saint Louis w stanie Missouri. Emisja była przeprowadzana na żywo w systemie pay-per-view. Była to osiemnasta gala w chronologii cyklu In Your House, a także pierwsza z cyklu Bad Blood. Kilka godzin przed emisją gali, w swoim hotelu zmarł Brian Pillman, który miał zmierzyć się z Dude Lovem.
Podczas gali odbyło się siedem walk. Walką wieczoru był pierwszy w historii Hell in a Cell match, w którym Shawn Michaels dzięki pomocy debiutującego Kane’a pokonał The Undertakera i stał się pretendentem do tytułu WWF Championship na gali Survivor Series. Oprócz tego Owen Hart pokonał Faarooqa w finale turnieju o WWF Intercontinental Championship.
| Nr                                 | Wyniki | Stypulacje                                                                                      | Czas  |
| ---------------------------------- | --- | ----------------------------------------------------------------------------------------------- | ----- |
| 1                                  | The Nation of Domination (D’Lo Brown, Kama Mustafa i Rocky Maivia) pokonali The Legion of Doom (Animala i Hawka)                                                       | Handicap match                                                                                  | 12:16 |
| 2                                  | Max Mini i Nova pokonali Mosaica i Tarantulę | Tag team match                                                                                  | 06:44 |
| 3                                  | The Godwinns (Henry O. i Phineas I. Godwinn) (z Uncle Cletusem) pokonali The Headbangers (Mosha i Thrashera) (c)                                                       | Tag team match o WWF Tag Team Championship                                                      | 12:18 |
| 4                                  | Owen Hart pokonał Faarooqa | Singles match o zawieszony WWF Intercontinental Championship                                    | 05:51 |
| 5                                  | The Disciples of Apocalypse (8-Ball, Chainz, Crush i Skull) pokonali Los Boricuas (Jesúsa Castillo Juniora, Jose Estradę Juniora, Miguela Péreza Juniora i Savio Vegę) | Eight-man tag team match                                                                        | 08:04 |
| 6                                  | The British Bulldog i Bret Hart pokonali The Patriota i Vadera | Flag match                                                                                      | 25:07 |
| 7                                  | Shawn Michaels pokonał The Undertakera | Hell in a Cell match wyłaniający pretendenta do tytułu WWF Championship na gali Survivor Series | 29:55 |
| (c) – mistrz/mistrzyni przed walką | |                                                                                                 |       |

Wyniki turnieju o zawieszony WWF Intercontinental Championship
|  | Ćwierćfinały  | Ćwierćfinały  |    |    | Półfinały | Półfinały |  |  | Finał | Finał |
|  |               |               |    |    |           |           |  |  |       |       |
|  |               |               |    |    |           |           |  |  |       |       |
|  |               |               |    |    |           |           |  |  |       |       |
|  | Brian Pillman | DQ            |    |    |           |           |  |  |       |       |
|  | Brian Pillman | DQ            |    |    |           |           |  |  |       |       |
|  | Dude Love     |               |    |    |           |           |  |  |       |       |
|  | Brian Pillman |               |    |    |           |           |  |  |       |       |
|  |               |               |    |    |           |           |  |  |       |       |
|  |               | Owen Hart     | DQ |    |           |           |  |  |       |       |
|  | Owen Hart     | Owen Hart     | DQ | DQ |           |           |  |  |       |       |
|  | Owen Hart     |               |    | DQ |           |           |  |  |       |       |
|  | Goldust       |               |    |    |           |           |  |  |       |       |
|  | Owen Hart     | Pin           |    |    |           |           |  |  |       |       |
|  | Owen Hart     | Pin           |    |    |           |           |  |  |       |       |
|  |               | Faarooq       |    |    |           |           |  |  |       |       |
|  | Faarooq       |               |    |    |           |           |  |  |       |       |
|  |               |               |    |    |           |           |  |  |       |       |
|  | Ken Shamrock  |               |    |    |           |           |  |  |       |       |
|  | Faarooq       | DQ            |    |    |           |           |  |  |       |       |
|  | Faarooq       | DQ            |    |    |           |           |  |  |       |       |
|  |               | Ahmed Johnson |    |    |           |           |  |  |       |       |
|  | Ahmed Johnson | Pin           |    |    |           |           |  |  |       |       |
|  | Ahmed Johnson | Pin           |    |    |           |           |  |  |       |       |
|  | Rocky Maivia  |               |    |    |           |           |  |  |       |       |
|  |               |               |    |    |           |           |  |  |       |       |

- Pin – przypięcie
- DQ – dyskwalifikacja

### 2003
Bad Blood (2003) – gala wrestlingu wyprodukowana przez federację World Wrestling Entertainment (WWE) dla zawodników z brandu Raw. Odbyła się 15 czerwca 2003 w Compaq Center w Houston w Teksasie. Emisja była przeprowadzana na żywo w systemie pay-per-view. Była to druga gala w chronologii cyklu Bad Blood. Bad Blood było pierwszą galą pay-per-view, która została poświęcona wyłącznie jednemu z dwóch istniejących brandów federacji.
Podczas gali odbyło się dziewięć walk, w tym jedna będąca częścią niedzielnej tygodniówki Sunday Night Heat. Walką wieczoru był Hell in a Cell match o World Heavyweight Championship z sędzią specjalnym Mickiem Foleyem, w którym mistrz Triple H zdołał obronić tytuł pokonując Kevina Nasha. Ponadto Ric Flair pokonał Shawna Michaelsa w singlowym starciu, zaś Bill Goldberg zakończył swoją rywalizację z Chrisem Jericho pokonując go w pojedynku. Galę w systemie pay-per-view wykupiono 285 000 razy.
| Nr                                                                                            | Wyniki | Stypulacje                                                                                | Czas  |
| --------------------------------------------------------------------------------------------- | --- | ----------------------------------------------------------------------------------------- | ----- |
| 1H                                                                                            | Ivory (wrestlerka) pokonała Molly Holly                                                                                 | Singles match                                                                             | 3:18  |
| 2                                                                                             | Rodney Mack i Christopher Nowinski (z Theodorem Longiem) pokonali The Dudley Boyz (Bubba Raya Dudleya i D-Vona Dudleya) | Tag team match                                                                            | 7:07  |
| 3                                                                                             | Scott Steiner pokonał Testa                                                                                             | Singles match o usługi menedżerskie Stacy Keibler                                         | 6:23  |
| 4                                                                                             | Booker T pokonał Christiana (c) przez dyskwalifikację                                                                   | Singles match o WWE Intercontinental Championship                                         | 7:53  |
| 5                                                                                             | La Résistance (Rene Dupree i Sylvain Grenier) pokonali Roba Van Dama i Kane’a (c)                                       | Tag Team match o World Tag Team Championship                                              | 05:47 |
| 6                                                                                             | Goldberg pokonał Chrisa Jericho                                                                                         | Singles match                                                                             | 10:53 |
| 7                                                                                             | Ric Flair pokonał Shawna Michaelsa                                                                                      | Singles match                                                                             | 14:18 |
| 8                                                                                             | Stone Cold Steve Austin pokonał Erica Bischoffa                                                                         | Redneck Triathlon                                                                         | –     |
| 9                                                                                             | Triple H (c) pokonał Kevina Nasha                                                                                       | Hell in a Cell match o World Heavyweight Championship z sędzią specjalnym Mickiem Foleyem | 21:01 |
| (c) – mistrz/mistrzyni przed walkąH – walka była transmitowana przed PPV na Sunday Night Heat | |                                                                                           |       |

### 2004
Bad Blood (2004) – gala wrestlingu wyprodukowana przez federację World Wrestling Entertainment (WWE) dla zawodników z brandu Raw. Odbyła się 13 czerwca 2004 w Nationwide Arena w Columbus w stanie Ohio. Emisja była przeprowadzana na żywo w systemie pay-per-view. Była to trzecia i ostatnia gala w chronologii cyklu Bad Blood.
Podczas gali odbyło się osiem walk, w tym jedna będąca częścią niedzielnej tygodniówki Sunday Night Heat. Triple H pokonał Shawna Michaelsa w najdłuższym w historii Hell in a Cell matchu. Oprócz tego Chris Benoit obronił World Heavyweight Championship pokonując Kane’a, zaś Trish Stratus zdobyła WWE Women’s Championship pokonując Litę, Gail Kim i byłą mistrzynię Victorię w Fatal 4-Way matchu. Galę w systemie pay-per-view wykupiono 264 000 razy.
| Nr                                                                                            | Wyniki | Stypulacje                                        | Czas  |
| --------------------------------------------------------------------------------------------- | --- | ------------------------------------------------- | ----- |
| 1H                                                                                            | Batista pokonał Mavena                                                                                     | Singles match                                     | 3:44  |
| 2                                                                                             | Chris Benoit i Edge pokonali La Résistance (Sylvaina Greniera i Robérta Conwaya) (c) przez dyskwalifikację | Tag team match o World Tag Team Championship      | 10:15 |
| 3                                                                                             | Chris Jericho pokonał Tysona Tomko (z Trish Stratus)                                                       | Singles match                                     | 05:57 |
| 4                                                                                             | Randy Orton (c) pokonał Sheltona Benjamina                                                                 | Singles match o WWE Intercontinental Championship | 15:02 |
| 5                                                                                             | Trish Stratus (z Tysonem Tomko) pokonała Victorię (c), Litę i Gail Kim                                     | Fatal 4-Way match o WWE Women’s Championship      | 04:43 |
| 6                                                                                             | Eugene pokonał Jonathana Coachmana                                                                         | Singles match                                     | 07:37 |
| 7                                                                                             | Chris Benoit (c) pokonał Kane’a                                                                            | Singles match o World Heavyweight Championship    | 17:49 |
| 8                                                                                             | Triple H pokonał Shawna Michaelsa                                                                          | Hell in a Cell match                              | 47:26 |
| (c) – mistrz/mistrzyni przed walkąH – walka była transmitowana przed PPV na Sunday Night Heat | |                                                   |       |